# Átigazolási rekordok a holland labdarúgásban
Ez a lista a holland labdarúgás legdrágább átigazolásait tartalmazza.

## Átigazolások holland csapattól
| Rangsor | Játékos             | Honnan              | Hova                 | Átigazolási díj (€ millió) | Év   |
| ------- | ------------------- | ------------------- | -------------------- | -------------------------- | ---- |
| 1       | Ruud van Nistelrooy | PSV Eindhoven       | Manchester United FC | 30.0                       | 2001 |
| 2       | Wesley Sneijder     | AFC Ajax            | Real Madrid          | 27.0                       | 2007 |
| 3       | Luis Suárez         | AFC Ajax            | FC Liverpool         | 26.5                       | 2011 |
| 4       | Arjen Robben        | PSV Eindhoven       | Chelsea FC           | 18.1                       | 2004 |
| 5       | Christian Chivu     | AFC Ajax            | AS Roma              | 18.0                       | 2003 |
| 6       | Dirk Kuyt           | Feyenoord Rotterdam | Liverpool FC         | 18.0                       | 2006 |
| 7       | Jaap Stam           | PSV Eindhoven       | Manchester United FC | 17.0                       | 1998 |
| 8       | Ryan Babel          | AFC Ajax            | Liverpool FC         | 17.0                       | 2007 |
| 9       | Zlatan Ibrahimović  | AFC Ajax            | Juventus FC          | 16.9                       | 2004 |
| 10      | Dennis Bergkamp     | AFC Ajax            | Internazionale       | 16.0                       | 1993 |
| 11      | Royston Drenthe     | Feyenoord Rotterdam | Real Madrid          | 14.0                       | 2007 |

## Átigazolások holland csapathoz
| Rangsor | Játékos                    | Honnan         | Hova          | Átigazolási díj (€ millió) | Év   |
| ------- | -------------------------- | -------------- | ------------- | -------------------------- | ---- |
| 1       | Miralem Sulejmani          | SC Heerenveen  | AFC Ajax      | 16.25                      | 2008 |
| 2       | Mateja Kežman              | FK Partizan    | PSV Eindhoven | 11.3                       | 2000 |
| 3       | Klaas Jan Huntelaar        | SC Heerenveen  | AFC Ajax      | 9.0                        | 2006 |
| 4       | Nikos Machlas              | Vitesse Arnhem | AFC Ajax      | 8,6                        | 1999 |
| 5       | Zlatan Ibrahimović         | Malmö FF       | AFC Ajax      | 8.4                        | 2001 |
| 6       | Jan Vennegoor of Hesselink | FC Twente      | PSV Eindhoven | 8.2                        | 2001 |
| 7       | Luis Suárez                | FC Groningen   | AFC Ajax      | 7.5                        | 2007 |